# Buccellato

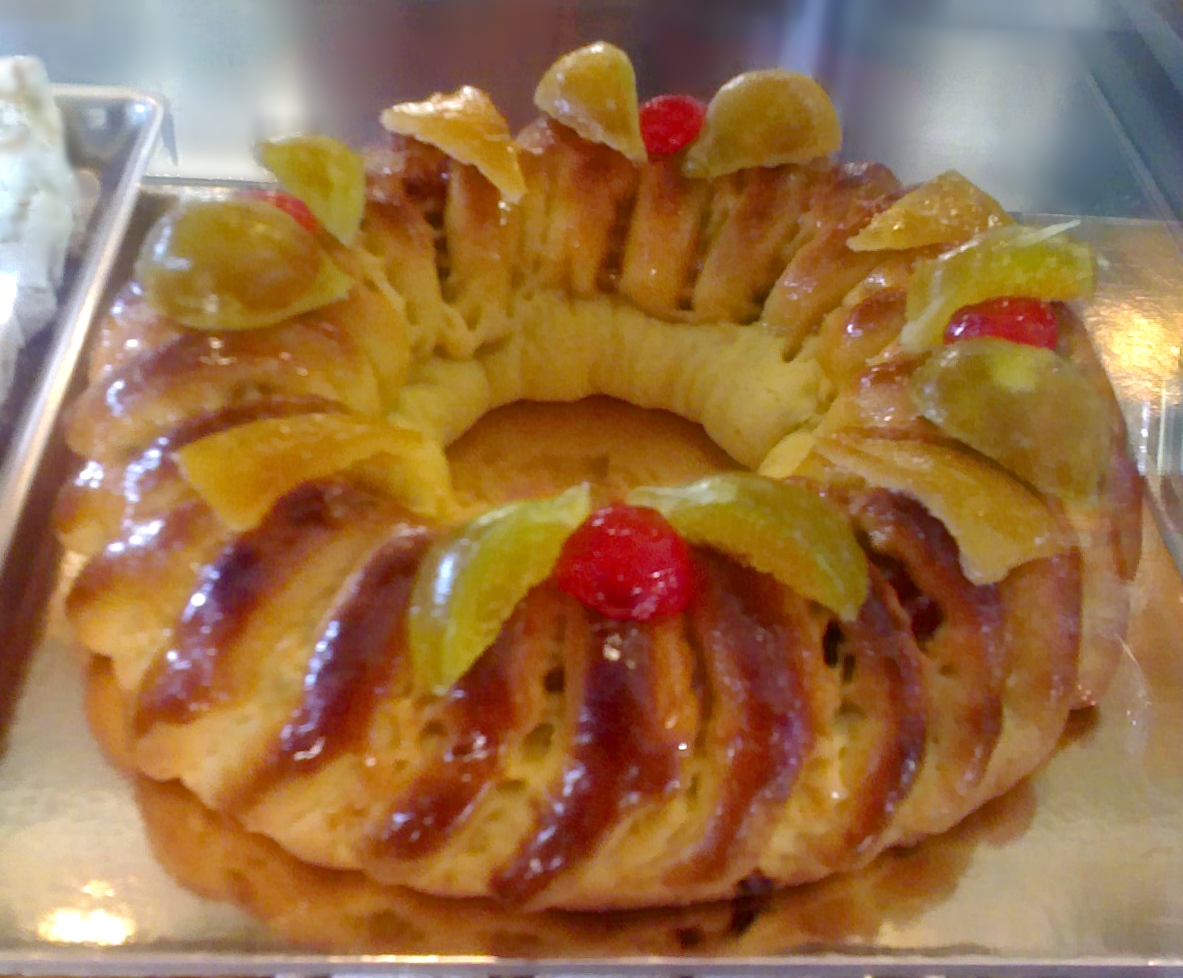
Buccellato

Buccellato – rodzaj słodkiego ciasta pochodzącego z Sycylii, spożywanego w okresie Bożego Narodzenia.
Tradycyjnie deser ten przygotowuje się z ciasta kruchego wypełnionego farszem z suszonych fig, rodzynek, migdałów i skórki pomarańczy.